# Parthenope-Roman

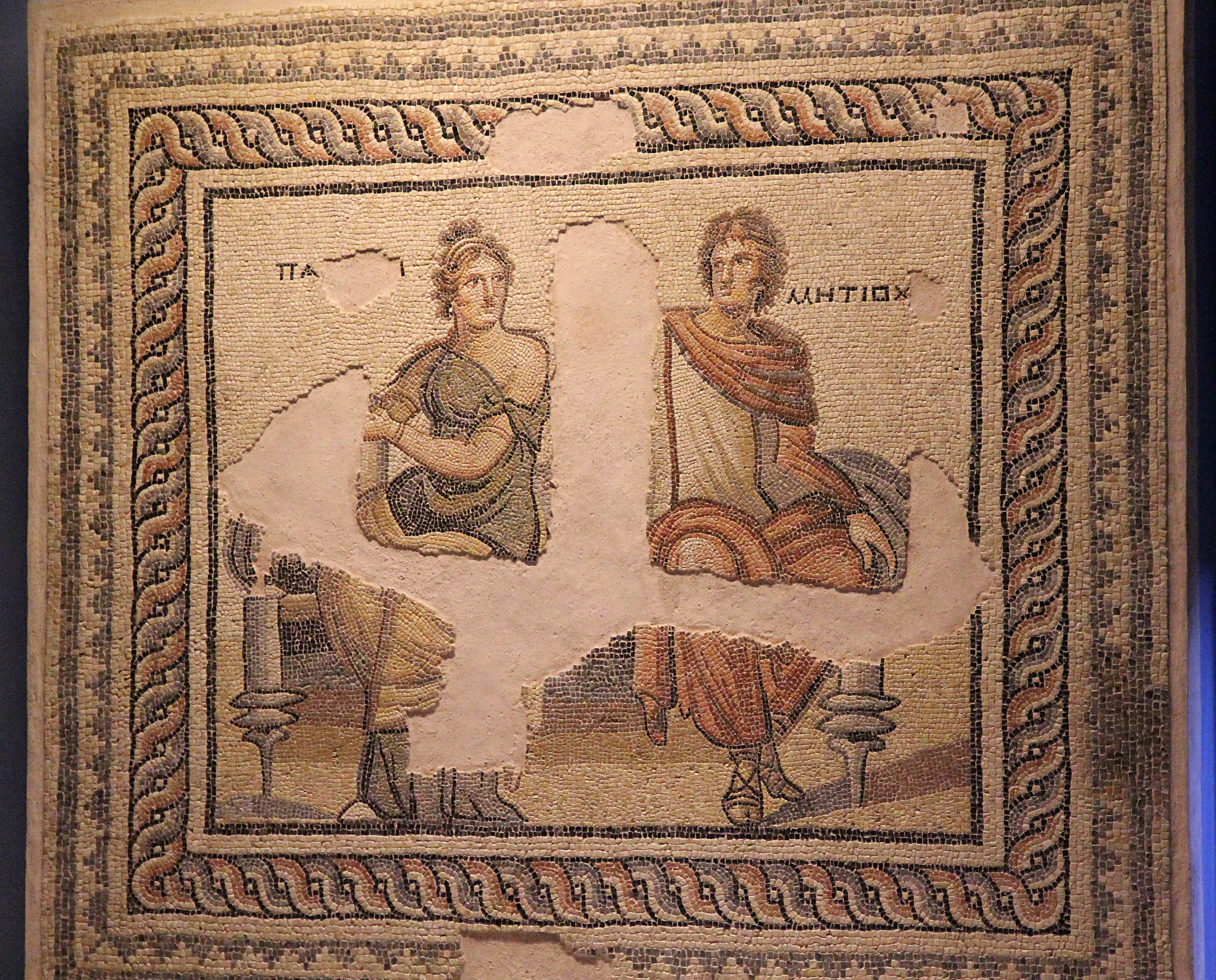
Metiochos und Parthenope auf einem Mosaik des 2./3. Jahrhunderts aus Zeugma

Der sogenannte Parthenope-Roman, auch bekannt als Metiochos und Parthenope, ist ein in einigen Papyrus-Fragmenten überlieferter antiker Roman in griechischer Sprache.
Neben den in das 2. Jahrhundert datierten drei Fragmenten PBerol. 7927, 9588 und 21179 gehören auch die Papyri PBodl. 2175 und POxy. 435 eventuell zu diesem Text.
Entsprechend den Konventionen des antiken Romans handelt die Erzählung von der Liebe des Metiochos und der Parthenope und den Irrfahrten der Parthenope. Sie scheint in der Antike durchaus populär gewesen zu sein, da Parthenope als typische Tanzrolle in einem Text des Lukian erwähnt wird und an anderer Stelle wird Metiochos als Theaterrolle genannt. Außerdem sind Darstellungen der Protagonisten auf zwei Fußbodenmosaiken erhalten, eines aus einer römischen Villa in Daphne bei Antiochia, heute in der Bibliotheca Bodmeriana in Cologny, das zweite aus Zeugma, heute im Zeugma-Mosaik-Museum.
Der Inhalt der Erzählung lässt sich aufgrund teilweise erhaltener späterer Bearbeitungen erschließen, namentlich der koptischen Erzählung vom Martyrium der Hl. Bartanuba und vor allem einem bis in die 1950er Jahre verloren geglaubten Gedicht des persischen Dichters Unsuri mit dem Titel Vāmiq u ‘Adhrā („Liebender und Jungfrau“), das sich den Untersuchungen von Thomas Hägg und Bo Utas zufolge über mehrere Adaptionsschritte von dem antiken Roman herleitet. 
Der rekonstruierten Handlung zufolge ist Metiochos ein Sohn des Miltiades, dessen Stiefmutter Hegesipyle gegen ihn zugunsten der eigenen Kinder intrigiert. Vor diesen Nachstellungen flieht er aus seiner Heimat an den Hof des Polykrates, des Tyrannen von Samos, mit dem er entfernt verwandt ist. Dort begegnet er Parthenope, der Tochter des Tyrannen und verliebt sich in sie. Bei einem Symposion, zu dem Metiochos von Polykrates eingeladen wird, diskutiert man über die Liebe. Diese Diskussion bildet einen Großteil des überlieferten griechischen Texts.
Das Mosaik des Zeugma-Museums zeigt Metiochos und Parthenope einander leicht zugewandt auf zwei Liegen sitzend.